# 村上来渚
村上 来渚（むらかみ らな、1998年〈平成10年〉1月14日 - ）は、日本の歌手、タレント、ファッションモデル。一児の母。女性アイドルグループ・GEMの元メンバー。大阪府出身。愛称は『らなちん』。
ライブやイベント活動時は LANA 名義で活動している。あと、伊山摩穂と一緒に活動しておりその時のアーチスト名は まほらな である。

## 略歴
2012年5月19日、『avexアイドルオーディション2012』の最終選考に合格し、iDOL Streetのデビュー候補生であるストリート生に3期生として加入。同年6月12日、『SUPER☆GiRLS生誕2周年記念SP & アイドルストリートカーニバル2012』でストリート生内のチーム「w-Street OSAKA」メンバーとして初お披露目された。
同年11月、『TOMOSUKE×Jazzin' park presents LANA』プロジェクトに「ハードディスクの少女・LANA」役として参加。ソロの楽曲がiTunes Storeで配信され、音楽アーケードゲーム「jubeat」にも使用された。
同年12月25日、iDOL Street第3弾グループ「GEM」のスターティングメンバーに選抜されたことが発表され、2013年6月11日に日本武道館にて開催された『SUPER☆GiRLS 生誕3周年記念SP アイドルストリートカーニバル 日本武道館 〜超絶少女たちの挑戦2013〜』でGEMの正式メンバーに選ばれた。
2015年8月29日に開催されたイベント「@JAM EXPO 2015」では、テーマ曲を歌唱する選抜ユニット「@JAM ALL STARS 2015」のメンバーに選出された。また、2017年7月14日にはテレビ東京系アニメ『妖怪ウォッチ』の新エンディングテーマ曲を歌唱するユニット「妖ベックス連合軍」のメンバーに選抜されたことが発表された。
2017年12月18日、無期限の活動休止が発表された。2018年1月末をもってエイベックス・マネジメントとの契約が解除となり、フリーでソロ活動をはじめた。ファーストライブは同年4月25日、村上主催ライブ・LANA Presents Piano Set Live『with 〜この声をキミに〜』（下北沢 440 (four forty)）。同年8月19日に行われた地元大阪LIVEでライブ活動を休止。
同年11月25日、長女を出産。2019年2月、ライブ活動を再開し、同年2月26日にタレントの男性と入籍していたことを発表した。同年3月、家族でのYouTube『うさぎとかえる(仮)』の配信を開始し、同年4月23日にはチャンネル名が『ヨノハピTV』に決まったことを発表した。なお、2021年3月18日に離婚した事を発表している。
2019年7月28日、『kee「せかいいち」リリースイベント』でEnterVisionに所属した事が発表され、同年10月19日に開催された『LANA Presents Live「ユメミライ」』でユニバーサルミュージックより、1stシングル「ユメミライ」が2020年1月15日にメジャーリリースされる事が発表された。同年12月23日、初の単独イベント『クリスマスらなぱーてぃー』を開催した。
2023年2月28日、今まで所属してた事務所を退所し現在フリーランスにて活動中。歩道橋などで踊るショート動画を撮影し、SNS上での発信も行っている。同年4月11日、『I LOVE mama』の専属モデルに就任した事が発表された。

## 人物
- GEM時代のMy GEM[注 3]はエメラルド（緑色）。
- 来渚という名前は、『未来少年コナン』の登場人物「ラナ」から名付けられた[19]。
- ふなっしーが大好きで、2015年4月に開催された『シンデレラフェス vol.2』にGEMが出演した際に、初めて会っている[20]。
- 好きな食べ物は、ブリの照り焼き、水切りヨーグルト、マカロン、チーズ、ササミ、駄菓子、春巻き、焼き鳥。嫌いな食べ物は、鍋で煮た豚肉、生姜、からし、わさび、ピーマン[21]。
- チャームポイントは歌った時の声と肌が白い所。
- 妹が1人いる。
- PASSPO☆やpaletのファン。
- 犬や猫が苦手だったが克服した。飼いたいペットはトカゲ。

## 作品

### シングル

#### インディーズ
LANA
- サヨナラザクラ/call（2018年4月25日）
  - サヨナラザクラ[22]
  - call[23]
- キミへのオモイ（2019年3月17日）
- Cry（2019年3月31日）[24]
- 生きて（2020年9月19日）[25]
- あたしはあたし（2020年12月26日）
- キミの心声（2021年12月3日）
- あなたが大人になったら（2021年12月3日）[26]
- いつかその日まで（2022年1月22日）
- 糸愛（2022年3月3日）[27]
- Me（2022年3月12日）[28]
- ガンバレ！私！（2022年4月27日）[29]
- キミとボクのミライ（2022年8月16日）
- Up to you（2022年11月13日）
- 恋月夜（2022年11月20日）
- Let's High Five!（2022年11月20日）
- スタートライン（2023年4月16日）

#### メジャーシングル
LANA
- 「ユメミライ」（2020年1月15日、POCSｰ1838）

#### メジャーアルバム
LANA First ALBUM
- 「LANA」（2023年5月28日）

### 参加楽曲
TOMOSUKE×Jazzin' park presents LANA
- LANA - キロクノカケラ -（2012年12月12日）[30]
- LANA - ヒトリノウタ -（2013年3月23日）[31]
- LANA - ココロノキオク -（2013年4月10）[32]
- LANA - セカイノハズレ -（2013年5月22日）[33]

iDOL Street（SUPER☆GiRLS / Cheeky Parade / ストリート生）
- Love & Peace Forever（2012年12月19日） - 『TRFリスペクトアイドルトリビュート!!』収録

@JAM ALL STARS 2015'
- 夢の砂〜a theme of @JAM〜（2015年8月29日、TGCD-90238）[34]

マジカル☆どりーみん
- マジカル☆チェンジ（2015年8月5日） - アニメ『ジュエルペット マジカルチェンジ』オープニングテーマ曲[35]

妖ベックス連合軍
- ハロ・クリダンス（2017年9月27日） - アニメ『妖怪ウォッチ』エンディングテーマ曲[36]

## 出演

### テレビ
- LaLaLaシネマらぼ（2015年4月4日 - 2017年12月23日、関西テレビ） - クマスター 役（声優）[37]

### ラジオ
- 「60TRY部」（2016年12月14日、ラジオ日本） - スペシャルパーソナリティー
- 「BSCラジオで聴く"ヒットソングTOP50"」（2022年5月10日 - 、BSCラジオ）- パーソナリティ

### 舞台
- SUPER☆GiRLS 〜超絶☆歌劇団〜 
  - 旗揚げ公演（2012年9月15日 - 22日、東京タワーフットタウン）
  - 大阪公演・名古屋公演『妄想GiRLS』・『回想GiRLS』（2013年3月25日、ABCホール / 4月6日、中電ホール）
  - 超絶☆歌劇団2015『SUPER☆WORLD RETURNS 〜彼女達の冒険〜』（2015年2月11日 - 15日、DDD青山クロスシアター）
- Girls Street Theater 2015 『座・花御代コンチェルト』（2015年11月6日 - 15日、CBGKシブゲキ!!） - ソラ 役（さくら組）

### ネット配信
- むらかみゅーじっく on Listen with（2016年10月19日・11月16日・12月21日・2017年4月12日・5月17日・6月14日、KKBOX、うたパス）

### CM
- UNI COFFEE ROASTERY （2023年 - ）

## 書籍

### 雑誌
- I LOVE mama（2023年 - 、大洋図書）- 専属モデル[38]

## ライブ・イベント

### ライブ
- LANA Presents Piano Set Live『with 〜この声をキミに〜』（2018年4月25日、下北沢 440 (four forty)）[39]
- LANA Presents Live 『with 〜この声をキミに〜vol.2』（2018年6月24日、下北沢 440 (four forty)）[40]
- LANA HBD LIVE 『- ヘイセイサイゴノセイタンサイ -』（2019年3月17日、Live Cafe&Bar AMASTAGE）[41]
- LANA 『真夏のバーベQやLANA！！』（2019年8月17日、デジキューBBQテラス ドン・キホーテ溝の口駅前店）[42]
- LANA Presents Live『ユメミライ』（2019年10月19日、池袋Red-Zone）[43]
- 『クリスマスらなぱーてぃー』（2019年12月23日、PINKS）
- LANA Presents Live『ユメミライ Vol.2』（2020年1月19日、青山RizM）[44]
- 『LANA HBD PARTY 2020』（2020年1月31日、池袋Red-Zone）[45]
- LANA presents『Freely! vol.1』（2021年9月3日、shibuya eggman）[46]
- LANA presents『Freely! vol.2』（2021年10月6日、shibuya eggman）[47]
- LANA presents『Freely! vol.3』（2021年12月3日、shibuya eggman）[48]
- 『LANA HBD PARTY 2022』〜子供たち呼んじゃったSP〜（2022年1月23日、shibuya eggman）[49]
- LANA 1st ONE MAN LIVE 2022『-HAJIMARI-』（2022年11月20日、shibuya eggman）[50][51]
- 『LANA HBD PARTY 2023』（2023年1月8日、shibuya take off 7）[52]
- 『Camited presents A-Russian vol.65 えーらしあん -5th Anniversary- -DAY 1-』（2023年2月17日、西永福JAM）
- 『〜1st Album 「LANA」 release Tour 2023〜』
  - 〜in OSAKA〜（2023年3月11日、アメリカ村 BEYOND）
  - 〜in NAGOYA〜（2023年4月16日、Toys）
  - 〜in TOKYO〜（2023年5月28日、Shibuya eggman）
- 『MONSTAR PROJECT pre.おばちフェス2023』（2023年5月23日、新宿BLAZE）
- 『JURIN pre.「Colorless Vol.1」』（2023年8月18日、SHIBUYA DESEO）
- 『LANA pre FREELY!!!! 〜ワンコインライブ〜vol.3』（2023年12月8日、新宿motion）
- 『JURIN BIRTHDAY LIVE』（2023年12月15日、新宿motion）
- 『LANA Birthday 2024 Forever LIVE』（2024年1月14日、六本木unravelTOKYO）

※その他、対バンライブ、配信イベントなどに出演。

### モデルイベント
- 『TGC teen Winter 2023』（2023年11月12日、LINE CUBE SHIBUYA）